# Ljudmila Volčoková
Ljudmila Volčoková (bělorusky Людмілa Ваучок, rusky Людмила Волчёк, * 19. června 1981, Smiloviči) je běloruská tělesně postižená sportovkyně, paralympijská vítězka, medailistka z letních i zimních paralympijských her.
Vynikala v atletice a byla mistryní Běloruska na tratích od 1500 do 5000 metrů, než utrpěla úraz páteře, po kterém je upoutána na invalidní vozík. Přesto zůstala sportu věrná, věnovala se s úspěchy přetlačování rukou, atletice a tanci. Vynikla v severském lyžování.
Zúčastnila se Zimních paralympijských her 2006 v Turíně, na kterých vyhrála závod na 10 kilometrů a třikrát byla stříbrná.
V roce 2007 obsadila druhé místo na mistrovství světa ve veslování v Mnichově ve skifu. Ve stejné lodi startovala i při premiéře veslování na paralympijských hrách v Pekingu a znovu byla druhá.
Na zimních paralympijských hrách ve Vancouveru dostala právo nést vlajku Běloruska na slavnostním zahájení. 14. března vyhrála lyžařský závod na 10 kilometrů s téměř minutovým náskokem před domácí Colette Bourgonjeovou, poté zvítězila i na poloviční trati.
Na letních paralympijských hrách v Londýně získala ve veslování bronz.